# Saint-Christophe-en-Boucherie
Saint-Christophe-en-Boucherie é uma comuna francesa na região administrativa do Centro, no departamento Indre. Estende-se por uma área de 27,7 km². Em 2010 a comuna tinha 260 habitantes (densidade: 9,4 hab./km²).